# USS Shirk (DD-318)
USS Shirk (DD-318) là một tàu khu trục lớp Clemson được Hải quân Hoa Kỳ chế tạo vào cuối Chiến tranh Thế giới thứ nhất. Nó là chiếc tàu chiến duy nhất của Hải quân Hoa Kỳ được đặt theo tên Trung tá Hải quân James W. Shirk (1832-1873), người tham gia cuộc Nội chiến Hoa Kỳ. Shirk ngừng hoạt động năm 1930 và bị tháo dỡ năm 1931 nhằm tuân thủ quy định hạn chế vũ trang của Hiệp ước Hải quân London

## Thiết kế và chế tạo
Shirk được đặt lườn vào ngày 13 tháng 2 năm 1919 tại xưởng tàu Union Iron Works của hãng Bethlehem Shipbuilding Corporation ở San Francisco, California. Nó được hạ thủy vào ngày 20 tháng 6 năm 1919, được đỡ đầu bởi cô Ida Lawlor Dunnigan; và được đưa ra hoạt động vào ngày 5 tháng 2 năm 1921 dưới quyền chỉ huy của Hạm trưởng, Thiếu tá Hải quân G. M. Ravenscroft.

## Lịch sử hoạt động
Shirk đi đến cảng nhà của nó, San Diego, California, vào ngày 7 tháng 3 năm 1921, và sau ba tuần thực tập được đưa về lực lượng dự bị cho đến tháng 10. Nó tiến hành các cuộc thực tập ngoài khơi San Diego cho đến khi lên đường cùng với hạm đội vào ngày 27 tháng 6 năm 1922 để thực tập ngoài khơi Puget Sound. Con tàu quay trở về San Diego vào ngày 19 tháng 9 và tiếp nối các hoạt động tại đây.
Shirk khởi hành từ San Diego cùng hạm đội vào ngày 6 tháng 2 năm 1923 để tham gia cuộc tập trận phối hợp ngoài khơi Panama từ ngày 26 tháng 2 đến ngày 31 tháng 3. Quay trở về San Diego vào ngày 11 tháng 4, nó được đại tu tại Xưởng hải quân Mare Island từ ngày 9 tháng 7 đến ngày 1 tháng 9, rồi tiếp nối hoạt động tại San Diego từ ngày 9 tháng 9. Nó lại lên đường cùng hạm đội vào ngày 2 tháng 1 năm 1924, băng qua kênh đào Panama vào ngày 19 tháng 1. Từ ngày 23 tháng 1 đến ngày 3 tháng 2, nó ghé thăm Veracruz, Mexico, nơi chiếc tàu tuần dương hạng nhẹ Tacoma bị đắm vào ngày 16 tháng 1, và viếng thăm Tampico trước khi gia nhập trở lại hạm đội tại Culebra vào ngày 10 tháng 2. Vào ngày 1 tháng 3, nó rời vùng kênh đào Panama để đi Mare Island, nơi nó được đại tu từ ngày 19 tháng 3 đến ngày 7 tháng 5. Từ ngày 26 tháng 6 đến ngày 12 tháng 7, nó hoạt động như cột mốc dẫn đường cho máy bay bay từ San Diego đến Seattle, rồi gia nhập trở lại hạm đội tại Puget Sound vào ngày 13 tháng 7. Nó quay trở về San Diego vào ngày 1 tháng 10.
Vào ngày 27 tháng 4 năm 1925, Shirk đi đến Trân Châu Cảng cùng với Hạm đội Hoa Kỳ để tập trận phối hợp. Vào ngày 1 tháng 7, Hạm đội Chiến trận lên đường cho một chuyến viếng thăm thiện chí đến khu vực Tây Nam Thái Bình Dương, và chiếc tàu khu trục đã viếng thăm Melbourne; Lyttelton và Wellington cũng như American Samoa trước khi quay trở về San Diego vào ngày 26 tháng 9. Nó được đại tu tại Mare Island từ ngày 11 tháng 1 đến ngày 26 tháng 2 năm 1926, và hoạt động từ San Diego cho đến khi lên đường vào ngày 14 tháng 6 để thực tập mùa Hè ngoài khơi Washington. Nó quay trở về San Diego vào ngày 1 tháng 9 năm 1926, và lại được sửa chữa tại Mare Island từ ngày 30 tháng 12 năm 1926 đến ngày 4 tháng 2 năm 1927.
Vào ngày 7 tháng 2 năm 1927, Shirk khởi hành từ San Diego để tham gia cuộc tập trận Vấn đề Hạm đội VII ngoài khơi Panama, và sau khi băng qua kênh đào vào ngày 5 tháng 3, đã hoạt động tại vùng biển Caribe cùng hạm đội. Nó rời khu vực Caribe vào ngày 22 tháng 4 để viếng thăm New York, rồi tiến hành một cuộc tập trận phối hợp Lục-Hải quân tại vịnh Narragansett trước khi đi đến Hampton Roads vào ngày 29 tháng 5 năm 1927 cho cuộc Duyệt binh Hạm đội Tổng thống. Nó đi đến vùng kênh đào Panama vào ngày 9 tháng 6 năm 1927 để phục vụ cùng Hải đội Đặc vụ ngoài khơi Nicaragua, bảo vệ tính mạng và tài sản của công dân Hoa Kỳ cũng như các nước khác, và hỗ trợ các hoạt động gìn giữ hòa bình. Nó tuần tra ngoài khơi Nigaragoa từ ngày 1 đến ngày 23 tháng 7, và quay trở về San Diego vào ngày 23 tháng 8. Trong các hoạt động ngoài khơi San Diego, nó cứu giúp một người của chiếc SS Georgian và đưa về cảng vào ngày 29 tháng 8.
Shirk trải qua một đợt đại tu tại Mare Island từ ngày 26 tháng 2 đến ngày 11 tháng 4 năm 1928, rồi cùng hạm đội đi đến Trân Châu Cảng vào ngày 28 tháng 4 để tham gia cuộc tập trận Vấn đề Hạm đội VIII trên đường đi. Nó quay trở về San Diego vào ngày 23 tháng 6, và hoạt động tại đây trong thời gian còn lại của năm. Từ ngày 27 tháng 1 đến ngày 6 tháng 2 năm 1929, nó tham gia thực hành hạm đội ngoài khơi Panama, rồi được đại tu tại Mare Island từ ngày 24 tháng 2 đến ngày 20 tháng 6. Nó tiếp tục hoạt động tại San Diego cho đến khi được cho xuất biên chế tại đây vào ngày 8 tháng 2 năm 1930. Tên nó được cho rút khỏi danh sách Đăng bạ Hải quân vào ngày 22 tháng 7 năm 1930. Lườn tàu bị bán cho hãng P. J. Willett vào ngày 27 tháng 1 năm 1931 và được tháo dỡ tại Mare Island.